# Johan Magnusson (Bjälboättens oäkta gren)
Johan Magnusson (Bjälboättens oäkta gren), född på 1300-talet, död efter 4 september 1340, var en svensk riddare.

## Biografi
Johan Magnusson (Bjälboättens oäkta gren) nämns första gången 1328. Han var son till lagmannen Magnus Gregersson (Bjälboättens oäkta gren) i Västmanlands och Dalarnas lagsaga och Ingegärd Filipsdotter (Rumbyätten). Johan Magnusson var 1335 lagman och eventuellt underlagman i Västmanlands lagsaga. Han dubbades mellan 1335–1337 till riddare, troligen 21 juli 1336 vid kung Magnus kröning. Johan Magnusson omtalas sista gången 4 september 1340.

### Egendom
Johan Magnusson ägde Benhammar i Vada socken efter sin morbror Jedvard Filipsson (Rumbyätten).

### Familj
Johan Magnusson var gift och fick dottern Ingegärd Johansdotter som var gift med riddaren Trotte Pedersson (Eka) och riddaren Henrik Reventlow.